# Skvader

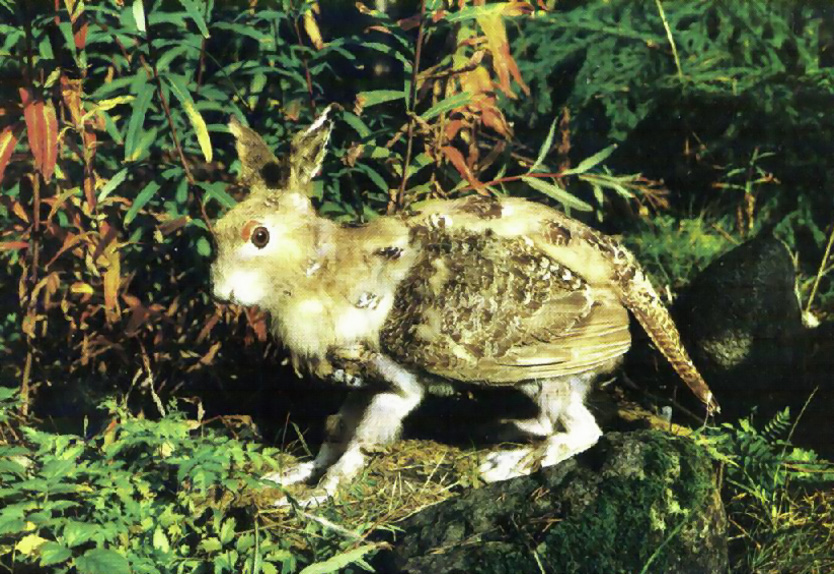
Rudolf Granbergs uppstoppade skvader.

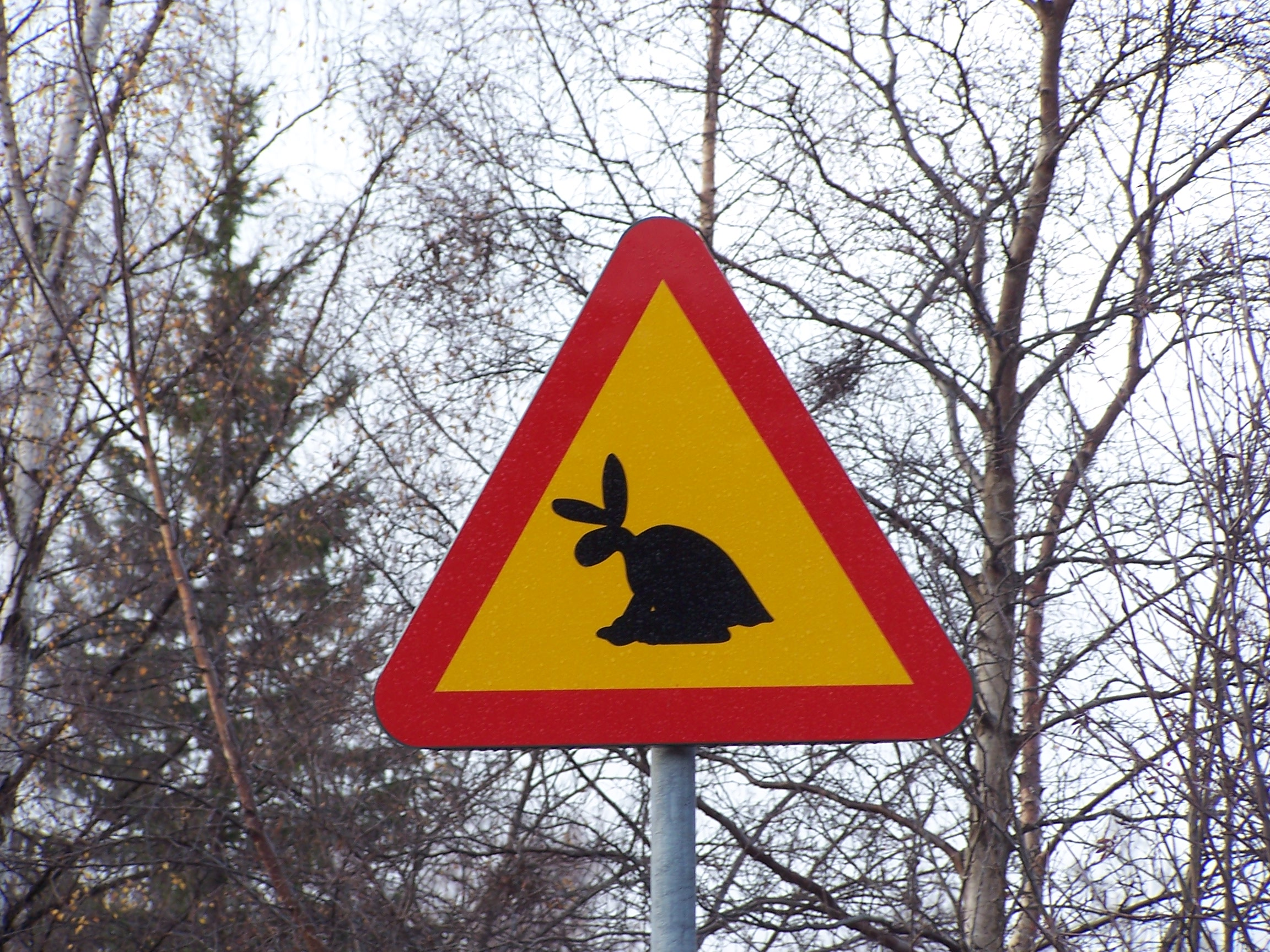
Varning för skvader – skämtsamt vägmärke på vägen upp till Norra Berget.

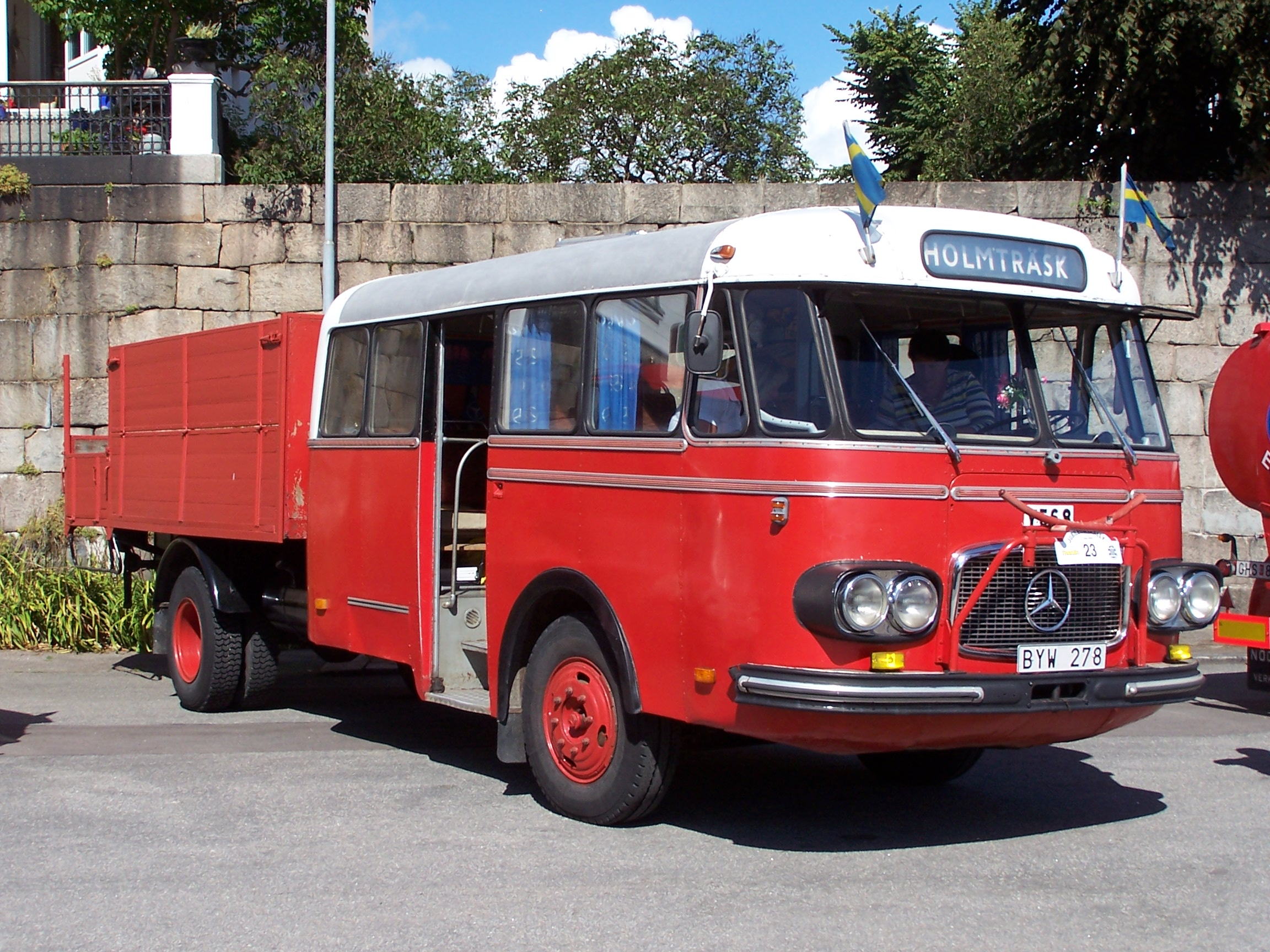
En skvaderbuss på Mercedes Benz-chassi

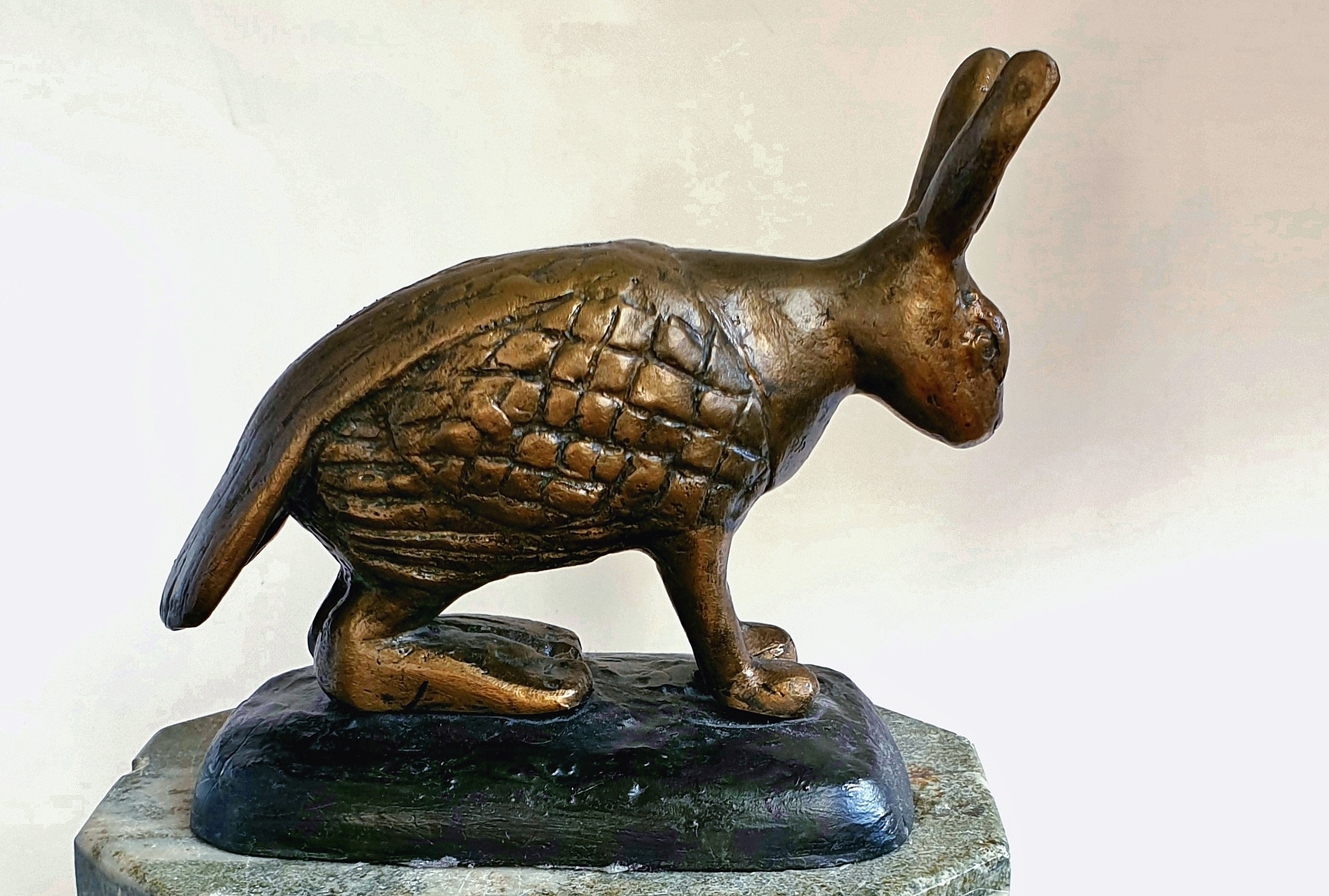
Skvadern i brons av Göran Janulf i Sundsvalls museums offentliga konstsamling.

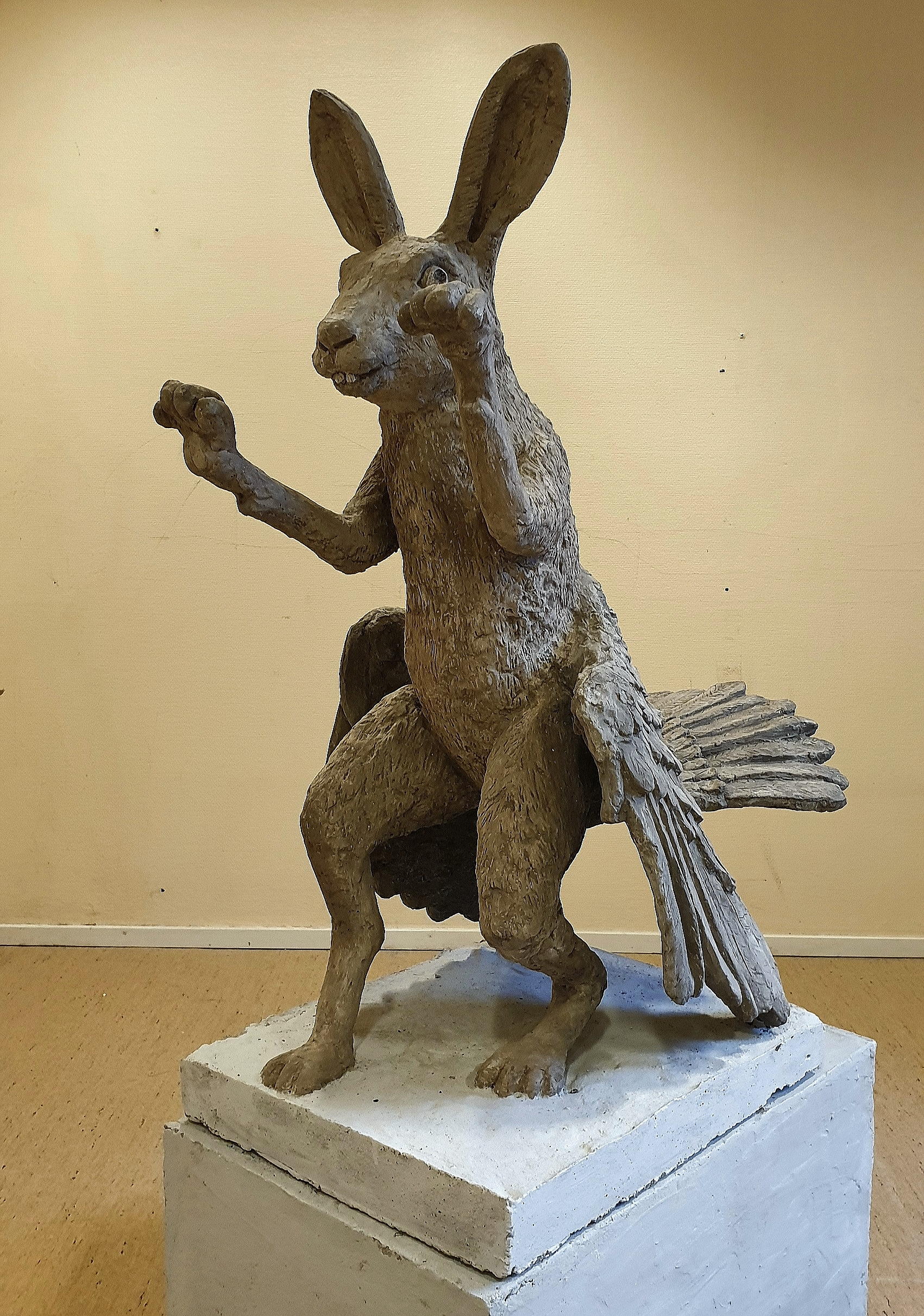
Skvadern skulpterad och gjuten i betong av eskilstunakonstnären Stanislaw Lux.

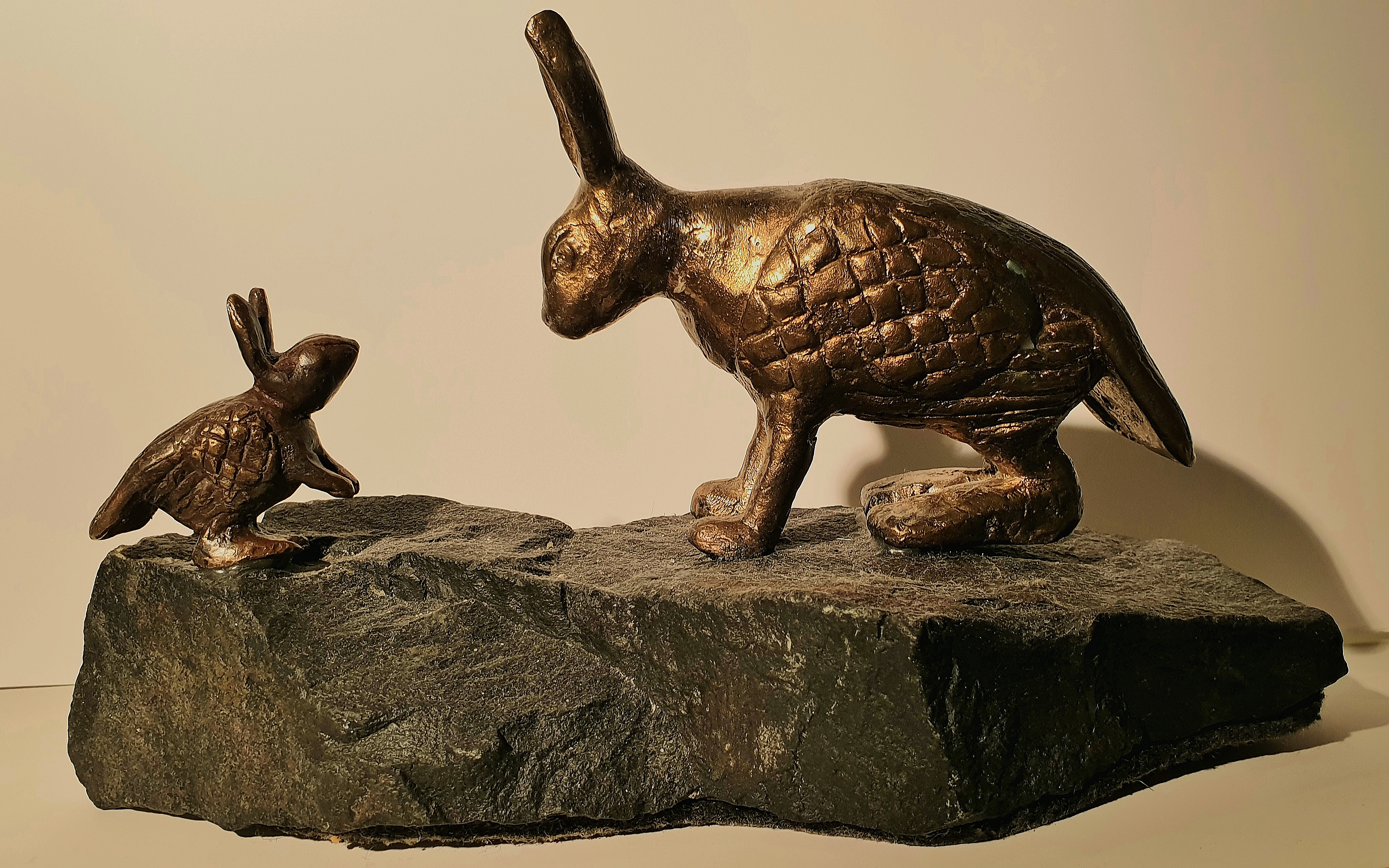
Göran Janulfs skulptur "Stora Skvadern och Lilla Skvadern" i brons på diabassockel.

Skvader är ett fantasidjur med framdel av en hare och bakdel av en tjäder. Skvadern har sitt ursprung i en jakthistoria, ursprungligen berättad av Håkan Dahlmark (1832–1912), flottningsinspektör i Medelpad. Den blev så småningom en tavla och därefter en uppstoppad version. Senare har skvader kommit att bli en allmän benämning för en märklig eller mindre lyckad kombination.

## Bakgrund
Håkan Dahlmark var flottningsinspektor på Lövudden vid Indalsälvens mynning och dessutom en känd jägare. Han berättade gärna jakthistorier och skrönor på Hotell Knaust i Sundsvall. En av historierna handlade om en bevingad hare som han sa sig ha skjutit under en jakt i Lunde skog utanför Timrå 1874. Han kallade djuret en "skvader".
1907 fick Dahlmark en tavla föreställande denna "skvader" i födelsedagspresent av sin hushållerska Lova Lindahl. Den hade målats av hennes systerson Halvar Frisendahl med hjälp av en hare och en tjäder som hon inköpt på Stora torget. Strax före sin död 1912 donerade Dahlmark tavlan till Medelpads Fornminnesförening, vars nytillträdde intendent Carl Eric Hammarberg fick idén att skapa en uppstoppad version av fantasidjuret. När han på en utställning i Örnsköldsvik 1916 lärde känna taxidermisten Rudolf Granberg från Granloholm berättade han sin idé, och 1918 kunde Granberg överlämna den uppstoppade skvadern, som sedan dess varit utställd på Fornminnesföreningens museum på Norra Berget i Sundsvall. Ytterligare exemplar finns på Biologiska museet på Djurgården i Stockholm, och i herrföreningen Skvaderns ägo på Norrlands nation i Uppsala.

## Namn
Svenska Akademiens ordbok har försökt härleda Håkan Dahlmarks namn på djuret och spekulerar att skva- kommer från "skva-ttra" och -der från "tjä-der". Eftersom harars vetenskapliga släktnamn är Lepus och tjädern tillhör släktet Tetrao har skvadern skämtsamt getts det vetenskapliga namnet Tetrao lepus pseudo-hybridus rarissimus L. av Olof Högberg.[källa behövs] Högbergs kategorisering medförde att Skvadern kom in i olika uppslagsverk.

## Liknande fantasidjur
Ett liknande fantasidjur som var en korsning mellan hare och fågel, med fågelkropp och harhuvud, som skulle förekomma i Alperna beskrevs redan av Plinius den äldre i hans Naturalis Historia, cirka 77-79 e.Kr. Andra liknande fabeldjur är Wolpertinger i Bayern, raurakl i Österrike, Rasselbock i Thüringer Wald, Elwedritsche i Pfalz och Jackalope i USA.

## I kulturen
Skvadern blev snabbt en inofficiell symbol för Sundsvall, och ordet "skvader" har blivit synonym med en mindre lyckad kombination. Skvader blev också namnet på vardagsspråk på de bussar med lastflak som trafikerade norrländska vägar ända in på 1970-talet.
På Norra Stadsberget i Sundsvall fanns en stor staty föreställande en skvader, som invändigt innehöll en rutschkana. Under våren 2016 stängdes rutschkanan av säkerhetsskäl, då konstruktionen blivit angripen av myror och vatten. Senare under 2016 plockades konstruktionen ner. Om konstruktionen återkommer eller ersätts av en annan liknande konstruktion, är fortfarande inte bestämt, utan ligger i planeringsstadiet.
Gastronomiska akademien publicerade 1986 i almanacksparodin "Vanliga palsternackan" ett recept på ugnsstekt skvader, bestående av tjäder fylld med enbärs- och persiljekryddad harfärs. Skvadern har även blivit bok och teater med Pierre Lindstedt i huvudrollen.
Skvadern är också namnet på en gymnasieskola som ligger i stadsdelen Haga i Sundsvall. Skvaderns gymnasieskola är en friskola som startade 2002. Det finns fyra program på skolan: Ekonomiprogrammet, Estetiska programmet, Naturvetenskapsprogrammet och Samhällsvetenskapsprogrammet.
Skvadern är även en studentförening vid Norrlands nation i Uppsala, och svenska Systembolaget saluför "Skvaderns örtlikör".
Konstnären Göran Janulf, född i Härnösand, har skapat skulpturen "Skvadern" som är gjuten i brons. Denna skulptur återfinns idag i den offentliga konstsamlingen på Sundsvalls museum. Den har donerats av Sällskapet Kultur Och Vision till både Sundvalls museum och Medelpads Fornminnesförening på Norra stadsberget i Sundsvall. Göran Janulf har även skapat skulpturen "Stora Skvadern och Lilla Skvadern. Båda skulpturerna är gjutna i brons och monterade på en svart sockel av diabas. Skulptören Stanislaw Lux, verksam i Eskilstuna, har gjutit en Skvader i betong.